# 안소림
안소림(1990년 2월 26일 ~ )은 대한민국의 배우이다.

## 학력
- 세종대학교 영화예술학과 학사

## 출연

### 드라마
- 2014년 tvN 《꽃할배 수사대》 - 간호사 역
- 2014년 SBS 《미녀의 탄생》 - 간호사 역
- 2015년 MBC 《이브의 사랑》
- 2020년 tvN 《여신강림》 - 과학 선생님 역

### 영화
- 2003년 어디에